# Kyrktupp

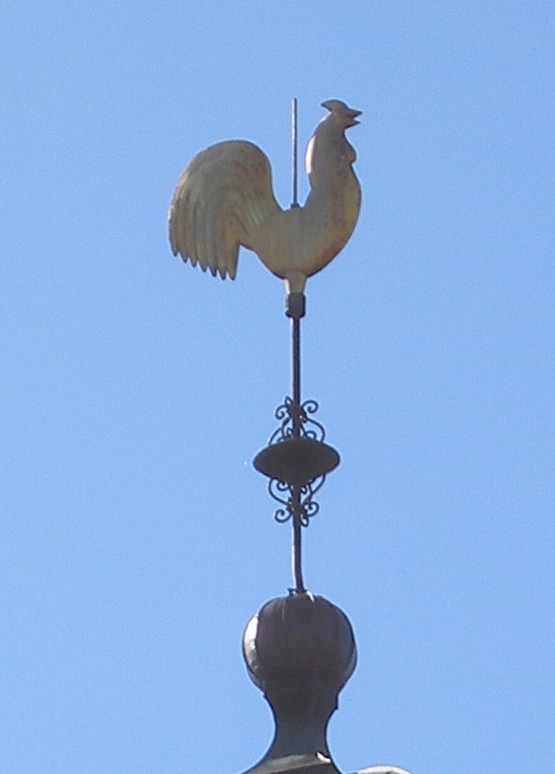
Tuppen på Kågedalens kyrka i Västerbotten i Sverige utsågs till "Årets kyrktupp" 2007

En kyrktupp är en väderflöjel i form av en tupp, som är placerad på ett kyrktorns spira. Den är antingen en rundskulptur, eller urklippt som en silhuett av metall. Tupp som vindflöjel förekommer också på majstänger och världsliga byggnader. Kyrktuppar, som kom till Sverige under 1500-talet från kontinentaleuropa där de blivit vanliga under medeltiden, pryder under tidigt 2000-tal drygt 600 kyrkor runtom i Sverige.

## Betydelse
En kyrktupp symboliserar förkunnaren av Kristi lära, det vill säga dagens gryning i högre mening, och manar församlingen till vakenhet i dess kristliga liv. Att den kring en järnstång vridbara torntuppen alltid vänder huvudet mot vinden, utgör dessutom en sinnebildlig maning till den kristtrogne att modigt vända sig mot lärans fiender. Uppkomsten av kyrktuppen är oklar, vare sig den hör ihop med kyrklig symbolik eller möjligen går tillbaka på äldre föreställningar, då tuppen i så fall närmast haft en skyddande betydelse.

## Bildgalleri

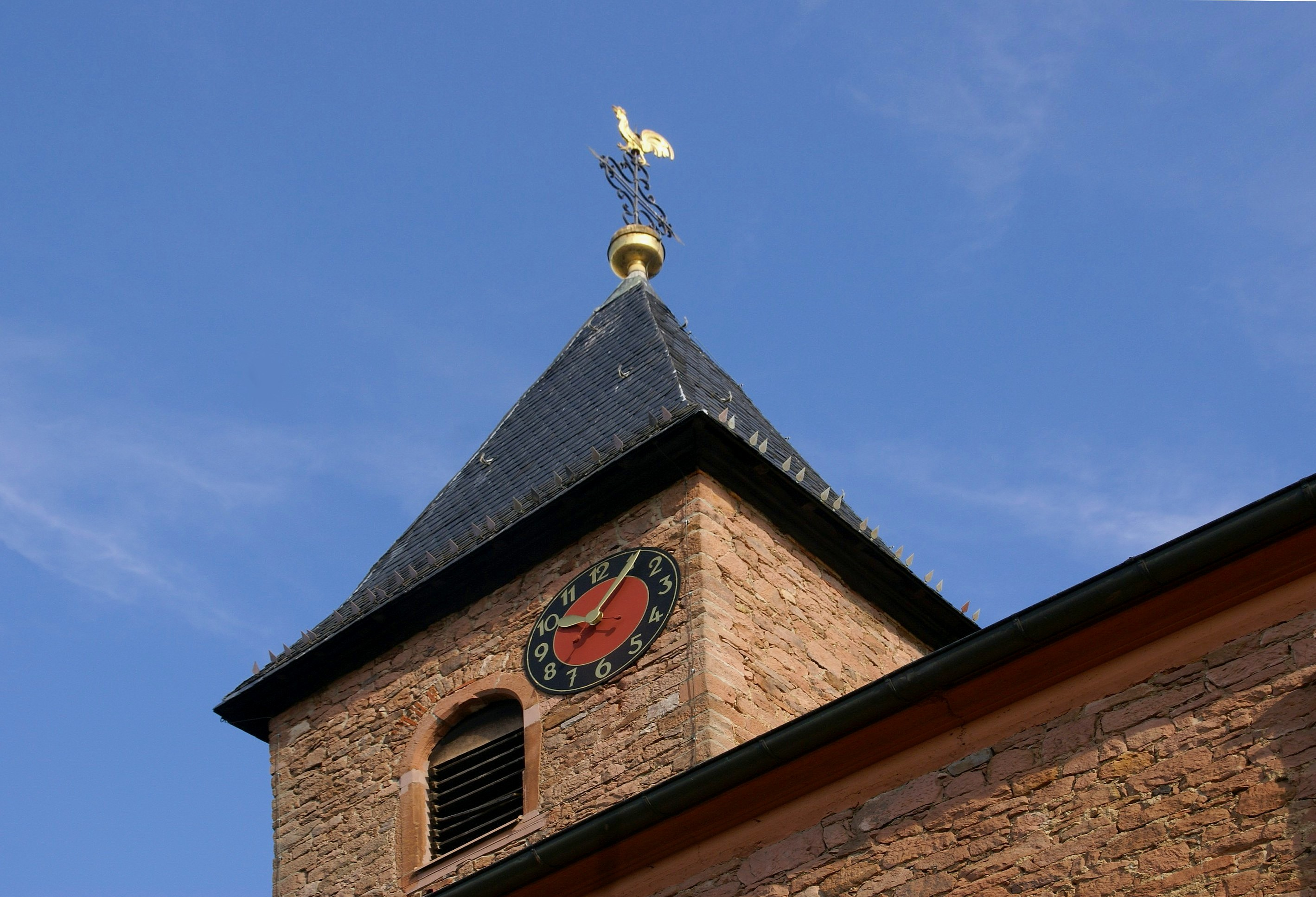
Sankta Maria Magdalena kyrka i Geiselbach, Bayern, Tyskland
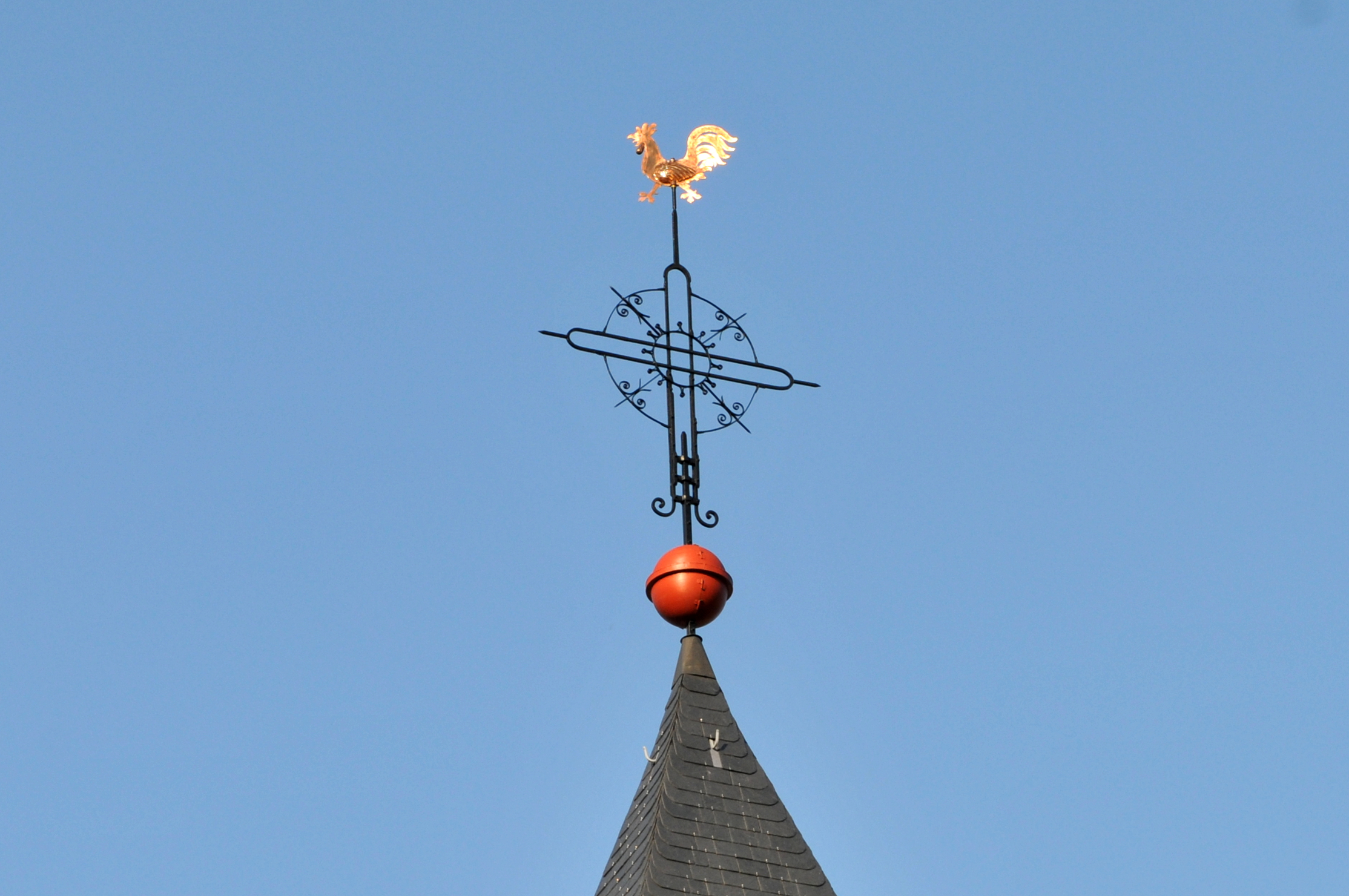
Kyrkan Saint-Jacques-le-Majeur i Greiveldange, Luxemburg
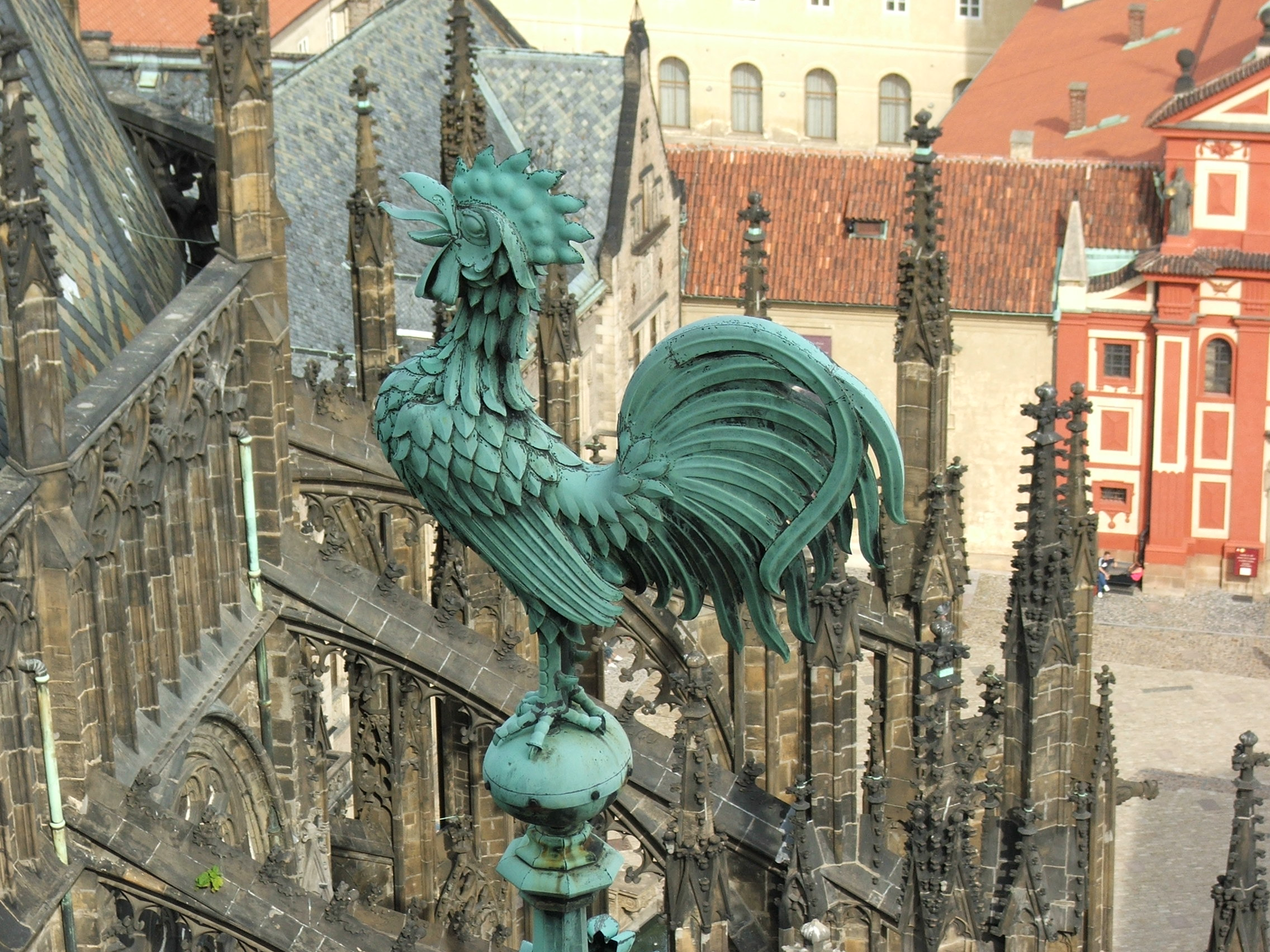
Sankt Vitus-katedralen i Prag, Tjeckien
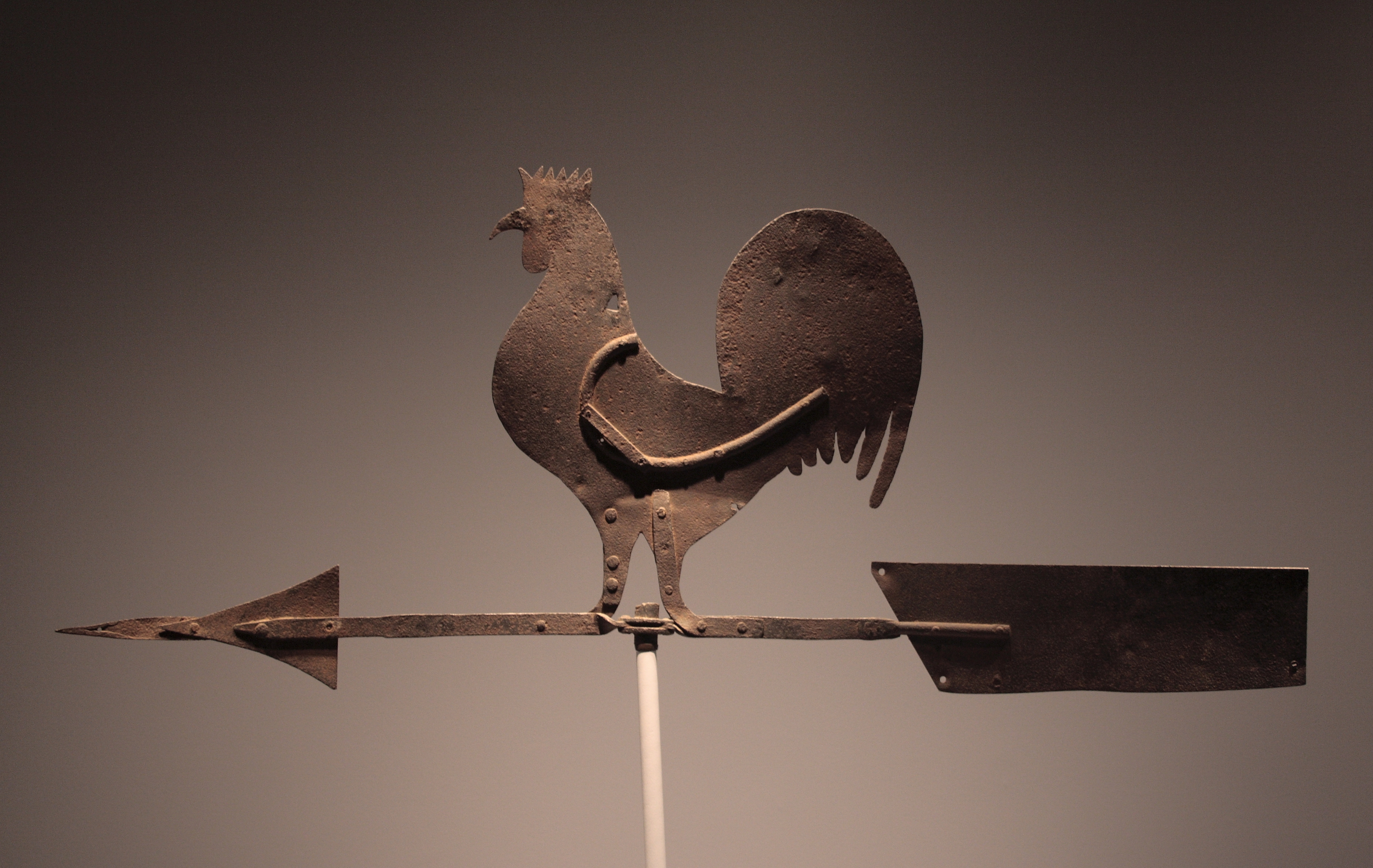
Kyrktupp från 1800-talet, Smithsonian American Art Museum, Washington DC, USA
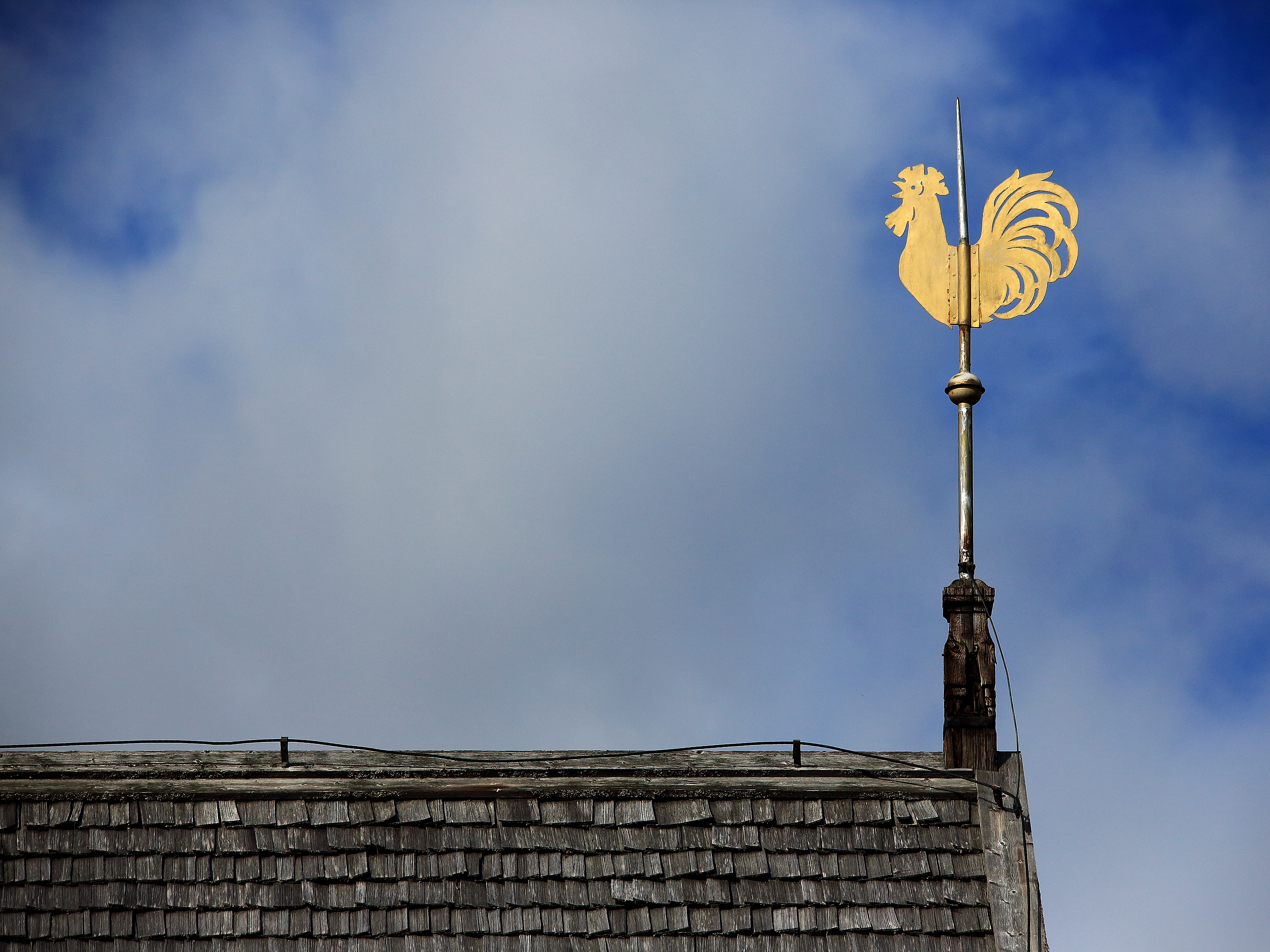
Ljungå kapell, Jämtland, Sverige
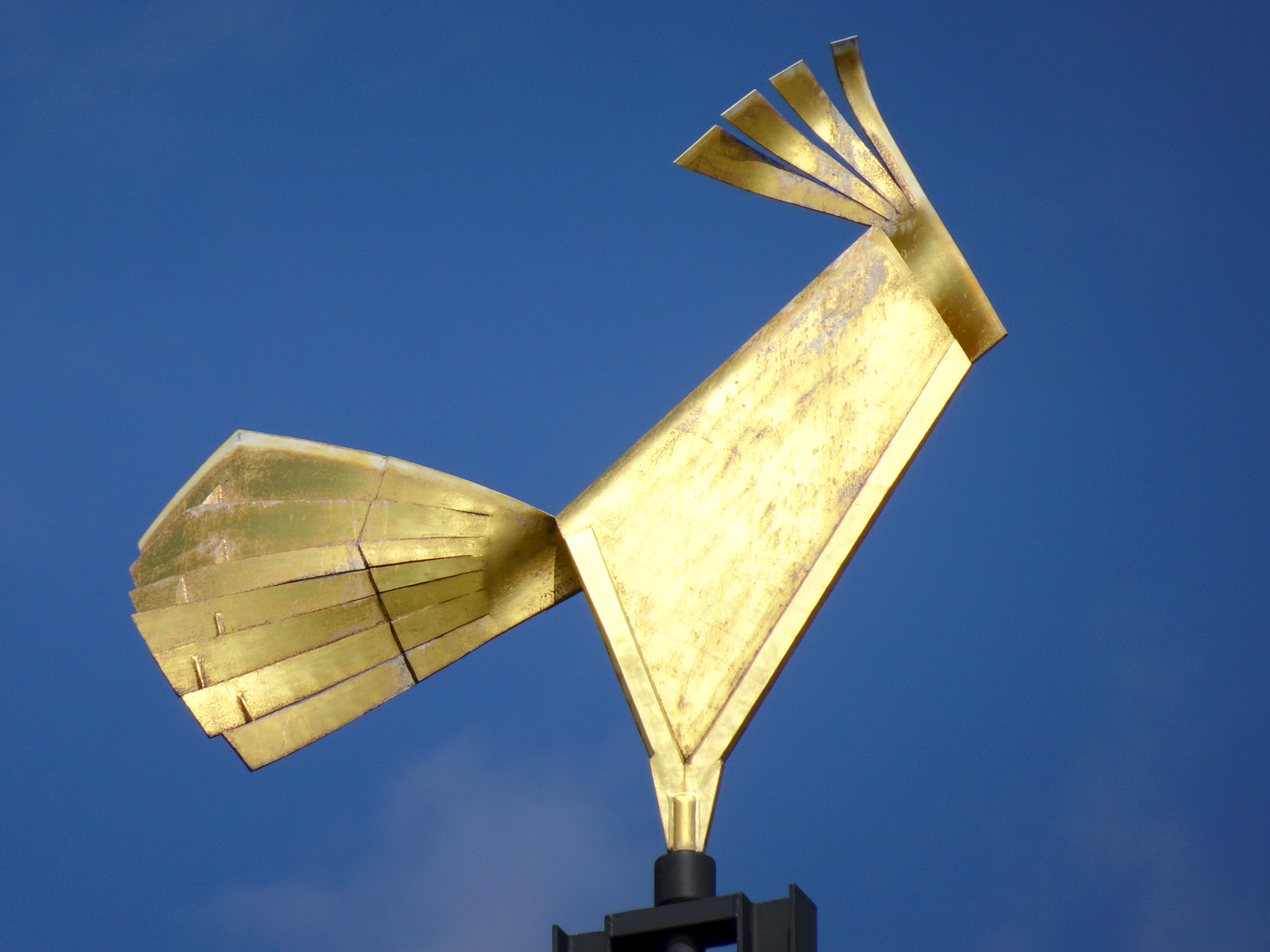
Vantörs kyrka, Högdalen, Sverige
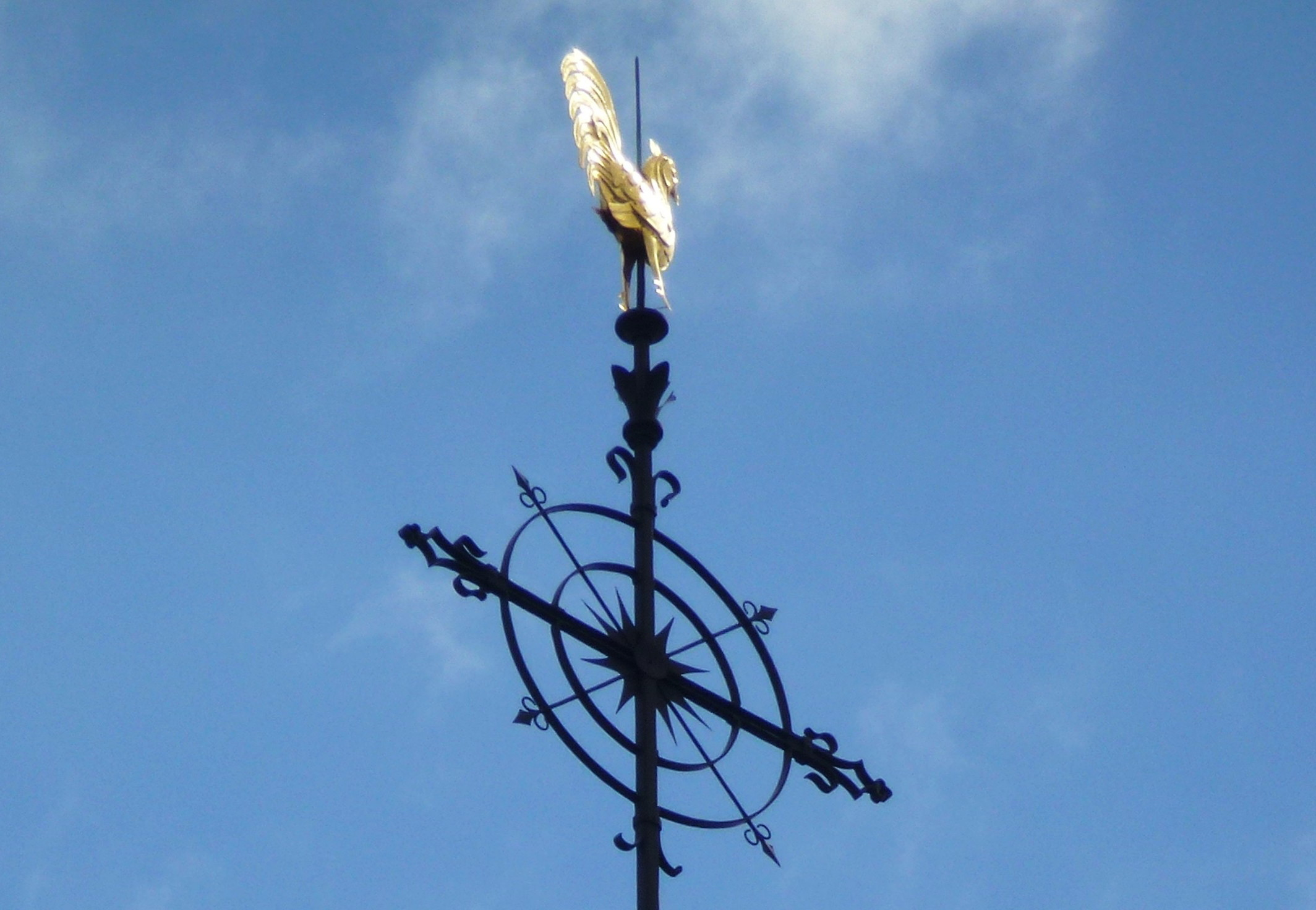
Klara kyrka, Stockholm, Sverige
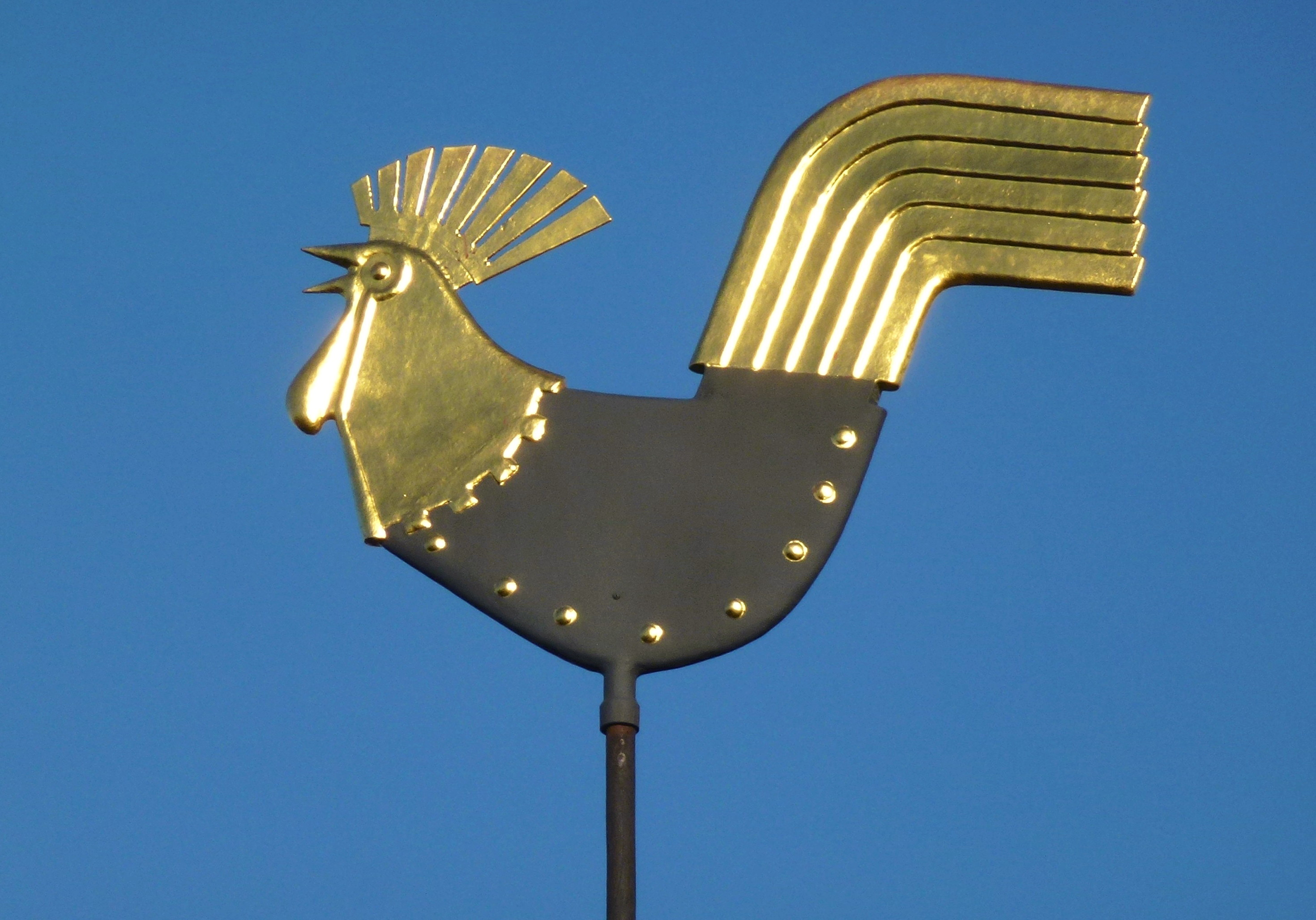
Mälarhöjdens kyrka, Stockholm, Sverige